# Martin Kouřil
Martin Kouřil (* 24. února 1991) je český fotbalový obránce, od července 2016 hráč klubu FK Jablonec od ledna 2017 na hostování v FC Slovan Liberec.

## Klubová kariéra
Svoji fotbalovou kariéru začal v FK Jablonec, kde se dostal do rezervního týmu.

### FK Varnsdorf
V zimním přestupovém období ročníku 2012/13 zamířil do FK Varnsdorf. Během celého svého působení odehrál dohromady 43 utkání, ve kterých vstřelil 7 branek.

### FC Baník Ostrava
V lednu 2015 přestoupil do FC Baník Ostrava do klubu z 1. české ligy (oficiálně v únoru 2015, do té doby měl Baník přes zimu zablokované přestupy kvůli dluhům). S mužstvem podepsal kontrakt do léta 2018. První start za tým si připsal 21. února 2015 proti FK Teplice (prohra 1:0), odehrál 90 minut. Svojí první branku za tým tento obránce vstřelil 14. března 2015 z přímého kopu, bylo to proti týmu FC Slovan Liberec (remíza 3:3).

### FK Jablonec
V létě 2016 přestoupil z Baníku zpět do Čech do FK Jablonec.

### FC Slovan Liberec (hostování)
V lednu 2017 odešel z Jablonce na půlroční hostování do Slovanu Liberec, týmu místního rivala.